# RKSV DCG
RKSV DCG is een amateurvoetbalvereniging uit Amsterdam, Noord-Holland, Nederland.

## Algemeen
De Rooms-Katholieke sportvereniging ontstond op 11 september 1945 als gevolg van de fusie tussen DOSS (opgericht 6 november 1920), Constantius (27 februari 1921 in het St. Johannes Bergmans patronaat) en Gezellen Vier (opgericht 9 april 1929 in de parochie van De Liefde, Da Costakade). Officieel staat DCG voor Door Combinatie Groot.
In de beginjaren lag de focus bij DCG niet enkel op voetbal, maar werden ook andere sporten beoefend, zoals handbal, dammen en schaken. In 1954 werd ook een softbalafdeling opgericht. Deze sporten verdwenen later weer. De damafdeling ging samen met Damclub Amsterdam, terwijl de schaakafdeling doorging als zelfstandige vereniging, die uiteindelijk na enkele fusies is opgegaan in Schaakvereniging Amsterdam West. Uiteindelijk bleef alleen het voetbal over.
Aanvankelijk had de club een accommodatie aan de Velserweg. In 1963 verhuisde DCG naar het Sportpark Ookmeer.
In 1968 behaalde de club met het landskampioenschap bij de zondagamateurs haar grootste succes.

## Standaardelftallen

### Zaterdag
Het standaardelftal in het zaterdagvoetbal speelde laatstelijk in het seizoen 2017/18, waar het uitkwam in de Derde klasse van het KNVB-district West-I. In maart 2018 trok de club dit team terug uit de competitie wegens gebrek aan spelers.
Dit team speelde van 2003/04-2005/06 drie seizoenen in de eerste klasse, toenmalig het tweede amateurniveau in de zaterdagafdeling, de hoogst bereikte klasse.

#### Erelijst
klassekampioen Tweede klasse: 2003
klassekampioen Derde klasse: 2001
klassekampioen Vierde klasse: 2016

#### Competitieresultaten zaterdag 1973–2018
| 11 4C |

|  |

|  |

|  |

| 10 4B |

|  |

|  |

| 6 3B |

| 1 3B |

| 2 2A |

| 1 2A |

| 7 1A |

| 6 1A |

| 12 1A |

| 12 2B |

| 12 3B |

|  |

|  |

|  |

| 6 5C |

| 2 5C |

| 10 4D |

|  |

| 1 4C |

| 10 3A |

| xx 3B |

2001: de beslissingswedstrijd om het klassekampioenschap in 3B, van het toenmalige district West-II, werd gewonnen van Türkiyemspor
| Eerste klasse | Tweede klasse | Derde klasse |
| Vierde klasse | Vijfde klasse |              |

### Zondag
Het standaardelftal in het zondagvoetbal speelt in het seizoen 2020/21 in de Tweede klasse van het KNVB-district West-I. In juni 2019 promoveerde DCG via de nacompetitie vanuit de Derde klasse.
Dit team speelde negentien seizoenen op het hoogste amateurniveau, van 1957/58-1973/74 zeventien seizoenen in de Eerste klasse en van 1995/96-1996/97 twee seizoenen in de Hoofdklasse.

#### Erelijst
klassekampioen Eerste klasse: 1968
klassekampioen Tweede klasse: 1957, 1994, 2004
klassekampioen Derde klasse: 1955, 2014
klassekampioen Vierde klasse: 1947
Winnaar districtsbeker West-I: 1992

#### Competitieresultaten 1946–2019
| 2 4G |

| 1 4H |

| 4 3C |

| 7 3D |

| 3 3C |

| 6 3C |

| 5 3A |

| 3 3A |

| 3 3C |

| 1 3C |

| 7 2B |

| 1 2B |

| 2 1A |

| 3 1A |

| 6 1A |

| 2 1A |

| 9 1A |

| 7 1A |

| 6 1A |

| 9 1A |

| 2 1A |

| 2 1A |

| 1 1A |

| 2 1A |

| 2 1A |

| 2 1A |

| 6 1A |

| 7 1A |

| 9 1A |

| 5 1A |

| 5 1A |

| 5 1A |

| 7 1A |

| 10 1A |

| 8 1A |

| 5 1A |

| 6 1A |

| 10 1A |

| 12 1A |

| 12 1A |

| 12 1A |

| 10 1A |

| 8 1A |

| 6 1A |

| 9 1A |

| 9 2B |

| 6 2B |

| 2 2B |

| 1 2A |

| 3 1A |

| 6 A |

| 12 A |

| 4 1A |

| 7 1A |

| 3 1A |

| 3 1A |

| 12 1A |

| 2 2A |

| 1 2B |

| 4 1A |

| 9 1A |

| 12 1A |

| 3 2B |

| 5 2B |

| 11 2B |

| 13 2B |

| 6 3C |

| 2 3C |

| 1 3C |

| 2 2A |

| 5 2B |

| 11 2B |

| 12 2B |

| 2 3C |

| Hoofdklasse | Eerste klasse | Tweede klasse | Derde klasse | Vierde klasse |

In elke staaf van de grafiek staat van boven naar beneden vermeld: 
- Eindnotering

Dit is de positie die de club heeft bereikt in de competitie, zonder eventuele beslissings-, play-off- of nacompetitiewedstrijden die nodig zijn geweest om bijvoorbeeld de kampioen van de competitie te bepalen.
Indien een * achter het getal staat is de notering een tussenstand en kan het zijn dat de notering niet overeenkomt met de uiteindelijke eindstand van de competitie.
Staat er een - dan is het seizoen nog bezig en is er geen definitieve uitslag bekend.
Staat er xx op de positie van de notering, dan heeft de club vroegtijdig de competitie verlaten. Dit kan onder andere komen door terugtrekking van het team, faillissement van de club of door een uitgedeelde straf van de KNVB. In veel gevallen staat elders in het artikel de reden vermeld.
Staat er een ? dan is het resultaat uit het verleden onbekend, en is alleen de competitie of het niveau bekend van dat seizoen.
In de seizoenen 2019/20 en 2020/21 werd wegens de coronacrisis het amateurvoetbal afgebroken. Daardoor kennen deze staven geen eindklassering (middels -- weergegeven).
- Competitieniveau en afdelingsletter of Officiële eindstand Eredivisie
  - Competitieniveau en afdelingsletter

Hierbij geeft het getal het niveau weer, dat ook terug te vinden is in de legenda. De letter is de afdelingsaanduiding en wordt gebruikt wanneer er meer afdelingen zijn op hetzelfde niveau. De afdelingsletter is altijd een hoofdletter en wordt meestal zonder nummer gebruikt.
Voorbeeld: 2F is niveau 2e klasse competitie F.
Het competitieniveau en nummer wordt niet vermeld wanneer er slechts één competitie van dit niveau was.
  - Officiële eindstand Eredivisie (getal staat tussen haakjes vermeld)

Sinds de introductie van play-offwedstrijden voor Europees voetbal na afloop van de reguliere competitie in 2005/06, is de KNVB verplicht een eindstand van de Eredivisie door te geven aan de UEFA aan de hand van deze play-offwedstrijden.
Bij deze eindstand staan clubs die zich hebben gekwalificeerd voor Europees voetbal hoger dan clubs die zich niet wisten te kwalificeren. Indien er geen verschil was tussen de eindnotering en de officiële eindstand, staat dit getal niet vermeld.

- Onderafdeling

Hier staat afgekort de naam van de onderafdeling indien de club in dat jaar in een onderafdeling uitkwam. Tevens staat deze afkorting in de legenda en wordt gelinkt naar het artikel over deze onderafdeling. Deze afkorting wordt alleen vermeld wanneer de club in het verleden in verschillende onderafdelingen heeft gespeeld. Deze vermelding is in de staaf altijd in kleine letters. Deze onderafdelingen zijn na het seizoen 1995/96 afgeschaft. Heeft de club in slechts één onderafdeling gespeeld, dan is dit alleen terug te vinden in de legenda.
Onder de staaf staat het jaartal vermeld waarin het seizoen is afgesloten. 15 verwijst naar het seizoen 2014/15 of eventueel het seizoen 1914/15.
Wanneer een staaf leeg is, zijn deze gegevens niet bekend. Het kan ook zijn dat de club dat seizoen niet heeft meegespeeld op het hogere amateurniveau, vroegtijdig de competitie heeft verlaten of uit de competitie is gezet.

In het seizoen 1944/45 was er wegens de Tweede Wereldoorlog geen regulier competitievoetbal.

## Bekende (oud-)spelers
- Elton Acolatse
- Salah Aharar
- Dave van den Bergh
- Jordi Bitter
- Chelton Linger
- Abdelhak Nouri
- Quincy Promes
- Ad Raven
- Arsenio Valpoort
- Gregory van der Wiel

Voormalig: AFC "Sport" · Ambon · FC Amsterdam · V.V. Amsterdam · ASSV · VV De Beursbengels · FC Blauw-Wit Amsterdam · Blauw-Wit Osdorp · B.P.C. · CDW · FC Chabab · D.E.C. · VV DIB · D.N.C. · DWV · SC De Eland · Energia · SC Fenerbahçe · ASV De Germaan · KBV · N.E.C. '75 · AFC Neerlandia · Neerlandia/SLTO · New Amsterdam · FC Nieuwendam · SC Nieuwendam · ODOS · Oriënt · P en T · RAP · SCZ '58 · Sparta Amsterdam · Sporting Amsterdam · Sporting Noord · SV Osdorp · Osdorp/Sport · SLTO · Avv SPORT · Türkiyemspor · De Volewijckers · Volharding · SC Voorland · ZRC Herenmarkt